# Wirówka

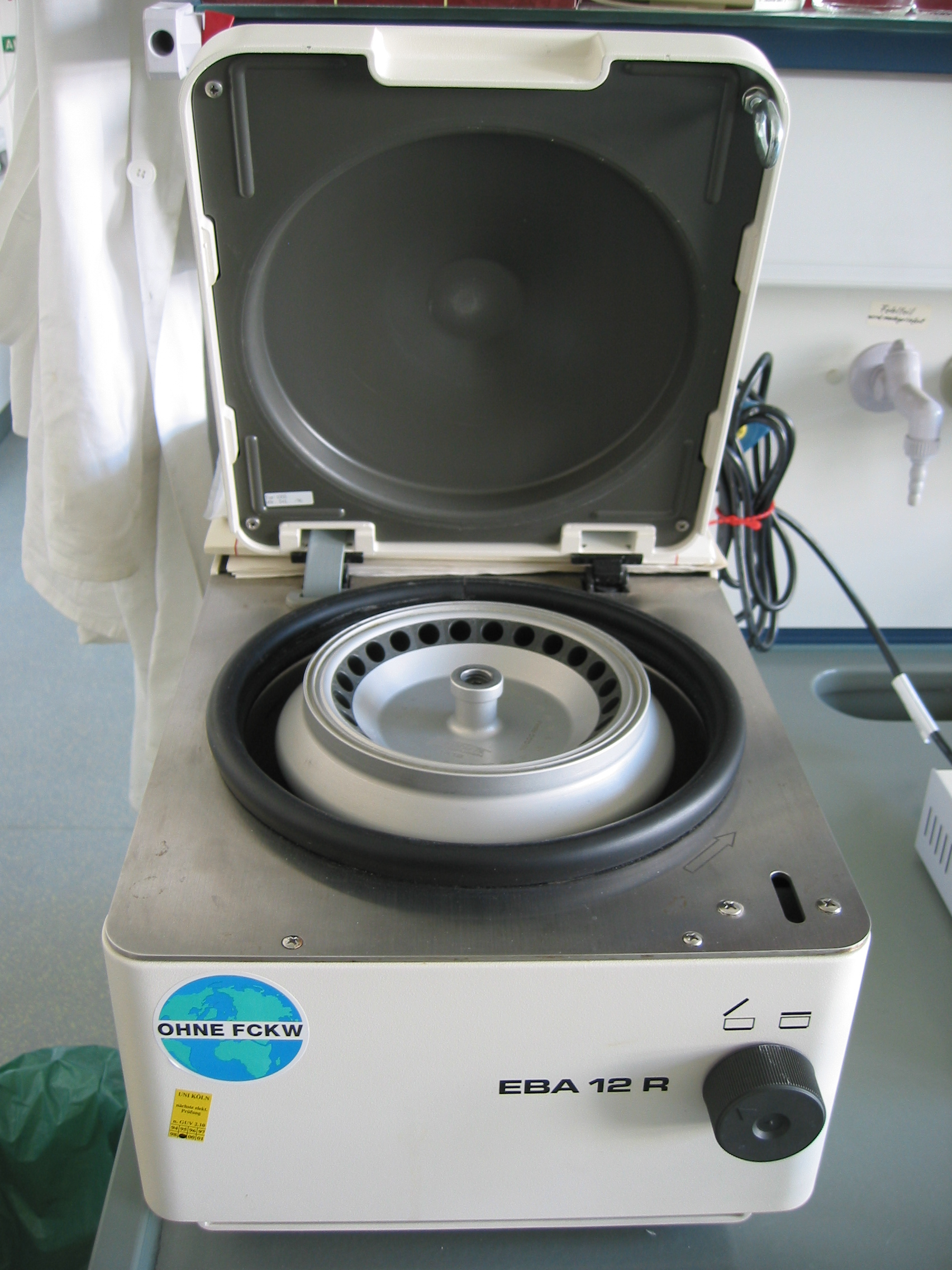
Wirówka

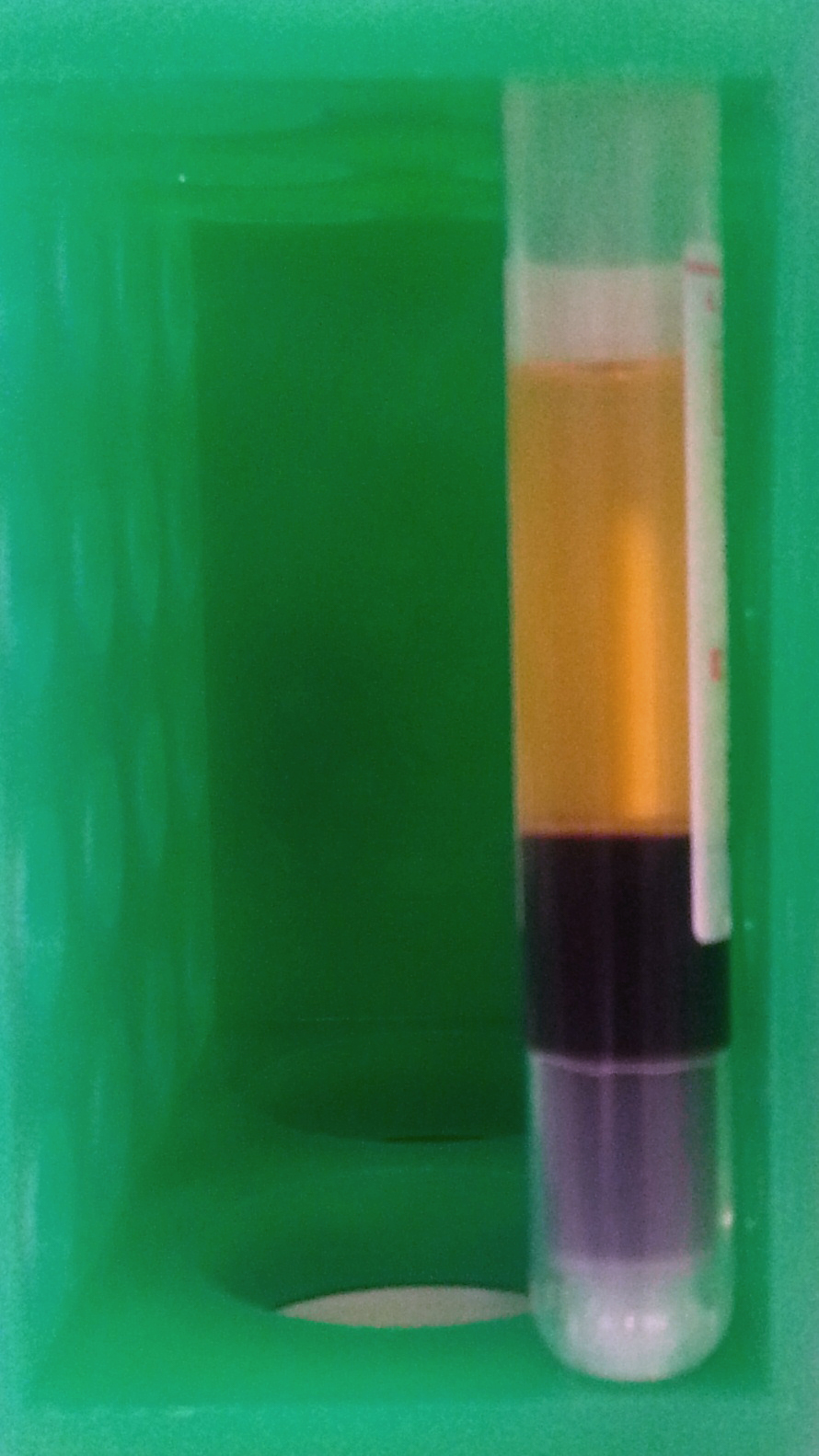
Krew ludzka frakcjonowana przez wirowanie. Widoczne osocze (warstwa górna), warstwa leukocytarno-płytkowa (cienka, biało zabarwiona warstwa środkowa) oraz warstwa erytrocytarna (na dole).

Wirówka, separator, centryfuga (łac. centrifuge) – urządzenie do rozdzielania zawiesin i emulsji, przez wprawienie w szybki ruch obrotowy, którego stałe przyspieszenie znacznie przekracza przyspieszenie ziemskie, wielokrotnie zwiększając szybkość sedymentacji.
Pierwszą wirówkę skonstruował w 1864 Niemiec Antoni Prandtl. W 1876 Wilhelm Lefeldt zbudował wirówkę do mleka a w 1878 Szwed Gustaf de Laval wykonał separator działający w sposób ciągły. W 1886 w Szwecji i Niemczech uruchomiono produkcję ręcznych wirówek na skalę przemysłową.
Wirówki elektryczne, początkowo osiągały prędkość 20 tys. obrotów na minutę (1923). Współcześnie produkuje się mikrowirówki, które osiągają nawet do 1 mln obrotów na minutę. Przy takiej szybkości obrotowej, przyspieszenie działające na próbkę jest ok. 5 mln razy wyższe od przyspieszenia ziemskiego.
W zależności od struktury technicznej i zastosowania, wirówki można podzielić na wirówki talerzowe (separatory) i wirówki dekantacyjne.
Najczęściej spotykanym tego rodzaju urządzeniem przemysłowym jest wirówka filtracyjna, w której rozdzielane cząstki są zatrzymywane na tkaninie filtracyjnej w obrotowym bębnie, natomiast ciecz jest wypychana przez otwory w jego bocznych ściankach. Do tego typu wirówek należą powszechnie występujące wirówki bębnowe w pralkach lub służące do oczyszczania ścieków przemysłowych.
Najpopularniejsze typy wirówek:
1. wirówki mleczarskie – wykorzystywane do oddzielania tłuszczu z mleka pełnego a także do oczyszczania mleka z zanieczyszczeń mechanicznych i drobnoustrojów;
2. wirówki frakcjonujące – stosowane głównie w laboratoriach, służą do odwirowywania osadów i rozdzielania emulsji; przykładem wirówek tego typu jest wirówka wzbogacająca do rozdzielania izotopów uranu w czasie procesu jego wzbogacania; innym rodzajem wirówek laboratoryjnych są ultrawirówki o bardzo wysokich szybkościach obrotowych (powyżej 20 tys. obrotów na minutę), które służą m.in. do odseparowywania ciężkich krwinek od serum lub plazmy; w ten sam sposób oddziela się cięższe i lżejsze bakterie bez zabijania ich[7];
3. wirówki znajdujące zastosowanie w gospodarstwie domowym i w pralniach jako osobne urządzenia, lub wbudowane w konstrukcję współczesnych pralek automatycznych[6]; służą do odwirowania z wypranej odzieży nadmiaru wody, czym znacznie skracają czas potrzebny do jej wyschnięcia (w tym zastosowaniu wirówki praktycznie wyparły stosowane dawniej do tego celu wyżymaczki);
4. wirówki do oddzielania soków od owoców i warzyw – tzw. sokowirówki;
5. wirówki przeciążeniowe - symulatory lotnicze, wykorzystywane do intensywnego szkolenia manewru przeciwprzeciążeniowego[8].